# Phradonoma calliesi
Phradonoma calliesi is een keversoort uit de familie spektorren (Dermestidae). De wetenschappelijke naam van de soort werd in 1928 gepubliceerd door Paul de Peyerimhoff de Fontenelle.